# Ruby (film 2021)
Ruby (V.C. Andrews' Ruby) è un film televisivo del 2021, diretto da Gail Harvey e tratto dal romanzo Ruby di V.C. Andrews.
Il film è stato trasmesso negli Stati Uniti d'America sul canale Lifetime il 20 marzo 2021 mentre in Italia su Rai 2 il 16 novembre 2022.

## Trama
Ruby Landry, nata nel bayou della Louisiana e cresciuta dall'amorevole nonna Catherine, è continuamente perseguitata da pensieri circa il suo misterioso padre e la morte di sua madre. La vita di Ruby subisce un duro colpo quando sua nonna, con la quale è cresciuta, le proibisce di continuare a frequentare il suo ragazzo, Paul Tate. A questa sofferenza si aggiungerà l'immenso dolore per l'improvvisa morte della nonna. Costretta a fuggire a New Orleans, Ruby si mette alla ricerca di suo padre, che scoprirà essere uno degli uomini più ricchi della città. Unica cosa che sembra dare forza alla ragazza per andare avanti sono i ricordi di Paul e del loro amore proibito.

## Riconoscimenti
- 2021 - Leo Awards[5]
  - Best Supporting Performance by a Male in a Television Movie a Sam Duke
  - Best Production Design in a Television Movie
  - Best Costume Design in a Television Movie
  - Best Make-Up in a Television Movie
  - Nomination Best Supporting Performance by a Male in a Television Movie a Serge Houde
  - Nomination Best Supporting Performance by a Male in a Television Movie a Ty Wood
  - Nomination Best Supporting Performance by a Female in a Television Movie a Liza Huget
  - Nomination Best Cinematography in a Television Movie
  - Nomination Best Picture Editing in a Television Movie
  - Nomination Best Musical Score in a Television Movie
  - Nomination Best Casting in a Television Movie
  - Nomination Miglior film televisivo

## Sequel
Lifetime ha realizzato quattro sequel del film tratti dagli altri quattro romanzi della serie Landry:
- La perla di Ruby (V.C. Andrews' Pearl in the Mist) (2021), trasmesso su Rai 2 il 23 novembre 2022.[6]
- Il destino di Ruby (V.C. Andrews' All That Glitters) (2021), trasmesso su Rai 2 il 30 novembre 2022.[7]
- Il gioiello nascosto (V.C. Andrews' Hidden Jewel) (2021), trasmesso su Rai 2 il 6 dicembre 2022.[8]
- V.C. Andrews' Tarnished Gold (2021)